# Sheila Jordan
Pour les articles homonymes, voir Jordan.
 (11 août 2025).
Le texte peut changer fréquemment, n’est peut-être pas à jour et peut manquer de recul. N’hésitez pas à participer, en veillant à citer vos sources.
Sheila Jeannette Jordan, née Dawson le 18 novembre 1928 à Détroit (Michigan) et morte le 11 août 2025 à New York (État de New York), est une chanteuse de jazz américaine.

## Biographie

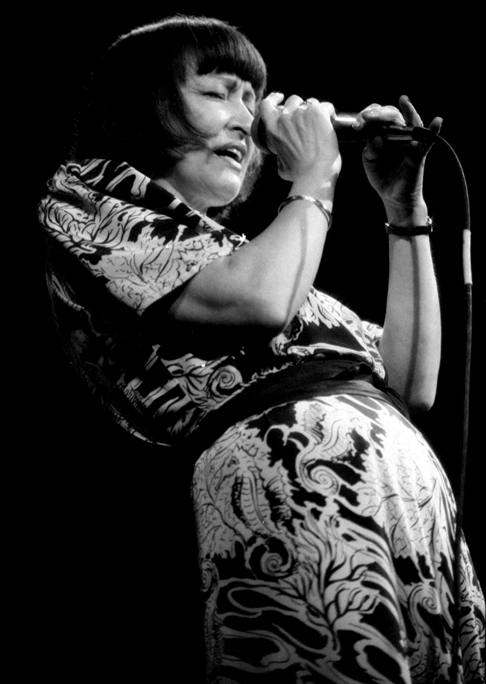
Sheila Jordan au Great American Music Hall de San Francisco en 1985.

Sheila Dawson a commencé à chanter dès l'enfance dans différents clubs de Détroit. Plus tard elle est devenue membre du trio vocal Skeeter, Mitch and Jean. C'est au début des années 1950 qu'elle s'est installé à New York. Elle y a épousé Duke Jordan le pianiste de l'orchestre de Charlie Parker. Elle a étudié auprès de Charles Mingus et Lennie Tristano.
Au début des années 1960, Sheila Jordan a réalisé ses premiers disques, dont The Outer View avec George Russell qui contient une version devenue célèbre de You Are My Sunshine. Ensuite elle a souvent chanté dans des églises ; elle a participé au groupe du tromboniste Roswell Rudd, chanté en duo avec Jeanne Lee et contribué à l'opéra jazz Escalator over the Hill de Carla Bley.
Au milieu des années 1970, elle a chanté régulièrement avec Roswell Rudd. En 1977 elle a enregistré un album avec Arild Andersen et en 1983 a été édité son premier album en duo en collaboration avec le bassiste Harvie Swartz (Old Time Feeling). Vers la fin des années 1970, elle s'est fait accompagner par le trio du pianiste Steve Kuhn. Elle a accompagné régulièrement George Gruntzen Europe. En 1998 elle a intégré le trio de Steve Kuhn (avec Steve Kuhn, David Finck et Billy Drummond) et a aussi participé, en compagnie de Theo Bleckmann, à l'album dédié au souvenir de Charlie Parker et Miles Davis.
Sheila Jordan a dirigé des ateliers de jazz à partir de 1978 au City College de New York, s'est occupée avec Jay Clayton des programmes du festival Jazz en juillet à l'université du Massachusetts et a donné des cours à l'université Stanford. Judi Silvano et Sabine Kühlich ont été entre autres ses élèves.

## Discographie

### En tant que leadeuse
- Portrait of Sheila (Blue Note, 1963) – enregistré en 1962
- Confirmation (East Wind, 1975)
- Sheila avec Johnny Knapp (Grapevine, 1977)
- Sheila avec Arild Andersen (SteepleChase, 1978) – enregistré en 1977
- Playground avec Steve Kuhn (ECM, 1980) – enregistré en 1979
- Old Time Feeling avec Harvie S (Palo Alto, 1983) – enregistré en 1982
- The Crossing (BlackHawk, 1984)
- Body and Soul (CBS/Sony, 1987)
- Lost and Found (Muse, 1990)
- Songs from Within avec Harvie Swartz (MA, 1993)
- One for Junior avec Mark Murphy (Muse, 1993)
- Heart Strings (Muse, 1994)
- Jazz Child avec Steve Kuhn (HighNote, 1999)
- Sheila's Back in Town (Splasc(h), 1999)
- The Very Thought of Two avec Harvie Swartz (MA, 2000)
- Little Song avec Steve Kuhn (HighNote, 2003)
- Believe in Jazz avec Serge Forté Trio (France 2004)
- Celebration avec Cameron Brown (HighNote, 2005)
- Straight Ahead (Splasc(h), 2005) – enregistré en 2004
- Winter Sunshine (Justin Time, 2008)
- Live At Mezzrow (Cellar Live, 2022) – enregistré en live en 2021
- Comes Love: Lost Session 1960 (Capri Records, 2021)

### En tant qu'invitée
Avec Carla Bley
- Escalator over the Hill (JCOA, 1971)

Avec  Cameron Brown
- Here and How! (OmniTone 1997)
- I've Grown Accustomed to the Bass (HighNote, 2000)

Avec  Jane Bunnett
- The Water Is Wide (1993)

Avec  George Gruntz
- Theatre (ECM, 1983)

Avec  Bob Moses
- When Elephants Dream of Music (Rykodisc, 1982)

Avec Steve Swallow
- Home (ECM, 1979, avec Sheila Jordan, Steve Kuhn, David Liebman, Lyle Mays et Bob Moses)